# El nostre uniforme
El nostre uniforme (títol original en persa, یونیفرم ما) és un curtmetratge d'animació en stop-motion iranià del 2023 escrit, dirigit i produït per Yegane Moghaddam. La pel·lícula documenta l'experiència de la mateixa Moghaddam amb el hijab, i utilitza la mateixa peça com a llenç per a l'animació. S'ha subtitulat al català.
La pel·lícula va ser nominada al millor curtmetratge d'animació als 96è premis Oscar.